# Juan Alberto Taverna
Juan Alberto Taverna (* 13. April 1948 in Veinticinco de Mayo; † 7. November 2014) war ein argentinischer Fußballspieler.
Der Stürmer begann seine Karriere bei Estudiantes de La Plata. Er gewann mit dem von Osvaldo Zubeldía trainierten Klub die Copa Libertadores 1968, 1969 und 1970 und den Weltpokal 1968, wo er allerdings nicht eingesetzt wurde. In den Finalspielen um den Weltpokal 1969 und 1970 unterlag Estudiantes gegen den AC Mailand und Feyenoord Rotterdam. 1972 wechselte er zum CA Banfield. 1973/74 spielte er für Real Murcia in der spanischen Primera División.
Danach kehrte er zu Banfield zurück und stellte beim 13:1-Sieg gegen Puerto Comercial mit sieben Toren einen Ligarekord auf. 1975 gab er allerdings einen positiven Dopingtest ab und wurde für ein Jahr gesperrt. Er war damit der erste offizielle Dopingfall im argentinischen Fußball. Er ging dann zu den Boca Juniors, mit denen er 1976 Argentinischer Meister wurde. Ab 1977 stand er bei Gimnasia y Esgrima La Plata unter Vertrag, wo er 1981 seine Laufbahn beendete.